# سابرینا گردویچ
سابرینا گردویچ (به انگلیسی: Sabrina Grdevich) (زاده ۷ اکتبر ۱۹۷۰)، بازیگر کانادایی است.
از فیلم‌های معروف او می‌توان به بازی در فیلم کیک، کتاب عشق اشاره کرد.